# Zjadanie zwierząt
Zjadanie zwierząt (Eating Animals) – trzecia książka amerykańskiego pisarza Jonathana Safrana Foera opublikowana w 2009 roku przez Back Bay Books. Bestseller. W Polsce ukazała się 15 czerwca 2013 roku w przekładzie Dominiki Dymińskiej nakładem Krytyki Politycznej.
W książce Foer omawia tematy m.in. hodowli i rybołówstwa przemysłowego, kulturowe znaczenie jedzenia, a także metody produkcji rolniczej. Jest ona swego rodzaju pamfletem na rzecz wegetarianizmu.